# إيف ماري مونوت
إيف ماري مونوت (بالفرنسية: Yves Monot)‏ هو كاهن كاثوليكي فرنسي وكونغولي، ولد في 29 مايو 1944 في بونت لآبي في فرنسا.